# Julieta Venegas
Julieta Venegas Percevault (24 noiembrie 1970, Long Beach, SUA) este o compozitoare, muziciană, cântăreață și producătoare mexicană cu origini în orașul Tijuana care în cariera sa muzicală s-a impus ca una din cele mai cunoscute cântărețe din America Latină.

## Biografie
Este fiica unor fotografi mexicani (Julia Edith Percevault și José Luis Venegas), mai are încă 4 frați printre care și o soră geamănă. Este singura membră a familiei care a urmat o carieră în muzică. Julieta în ciuda faptului că s-a născut în Statele Unite a copilărit în Tijuana, Baja California. 
Încă de la vârsta de 8 ani a început să urmeze cursuri muzicale fiind înscrisă la cursuri de pian clasic, violoncel și teorie muzicală. Din adolescență a început să compună cântece într-un stil foarte personal. În ciuda faptului că era fană Suzanne Vega, David Bowie, Prince și Charly García aceștia au avut o mică influență în trasarea stilului muzical propriu.
Julieta Venegas a studiat la Colegiul South Western din San Diego, California, la  Colegiul La Paz din Tijuana și la Școala de Muzică din Nord-Est (Escuela de Música del Noreste). La vârsta de 17 ani, la invitația unui coleg de școală, intră în formația Chantaje, împreună cu care devine populară datorită melodiei Pobre de ti, compusă de ea împreună cu Alex Zuñiga. În avântul ei de a evoluționa în cariera muzicală pleacă la Monterrey unde a participal la partea muzicală a multor opere de teatru. Acest lucru însă nu a mulțumit-o și la vârsta de 22 de ani s-a mutat în capitala țării, la Ciudad de México. În capitala Mexicului va lega prietenii cu formațiile Café Tacvba, Ziggy Fratta, Jaguares. Francisco Franco a invitat-o pe Julieta să participe la coloana sonoră a operei Calígula Probablemente.
Cu ajutorul casei de discuri Sony BMG înregistrează primul său album ca solistă în anul 1997. Discul numit Aqui cuprindea 12 melodii și a fost distribuit în întreaga Americă Latină și în Spania. Single-ul «De mis pasos», a devenit foarte popular devenind una dintre cele mai bune melodii pop rock feminine ale acelei epoci. Cel de-al doilea single,  «Cómo sé», a fost câștigător a unui premiu MTV la secțiunea Cea Mai Bună Interpretare Feminină.
Julieta Venegas a contribuit în unele campanii umanitare precum în cea de strângere de fonduri pentru victimile cutremurului din Peru și în alte numeroase acțiuni ale UNICEF.
Pe data de 11 august 2010 a devenit mamă, dând naștere unei fetițe pe care a numit-o Simona.

## Discografia
Albume de studio
- 1997: Aquí
- 2000: Bueninvento
- 2003: Sí
- 2006: Limón y Sal
- 2010: Otra Cosa
- 2013: TBA

Copilații
- 2007: Realmente Lo Mejor

Albumes în direct
- 2008: MTV Unplugged

Single-uri
- «De mis pasos|De Mis Pasos»
- «Cómo Sé»
- «Sería Feliz»
- «Hoy No Quiero»
- «Andar Conmigo»
- «Lento»
- «Algo Está Cambiando»
- «Oleada»
- «Me Voy»
- «Limón y Sal»
- «Eres Para Mí»(cu Anita Tijoux)
- «Primer Día»(cu Dante Spinetta)
- «El Presente»

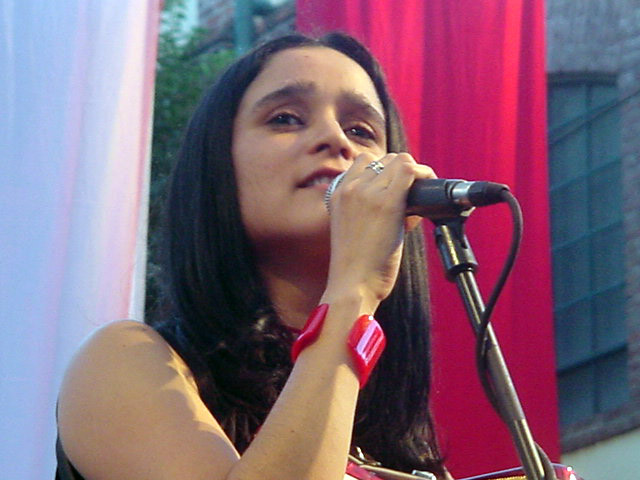
Jullieta Venegas

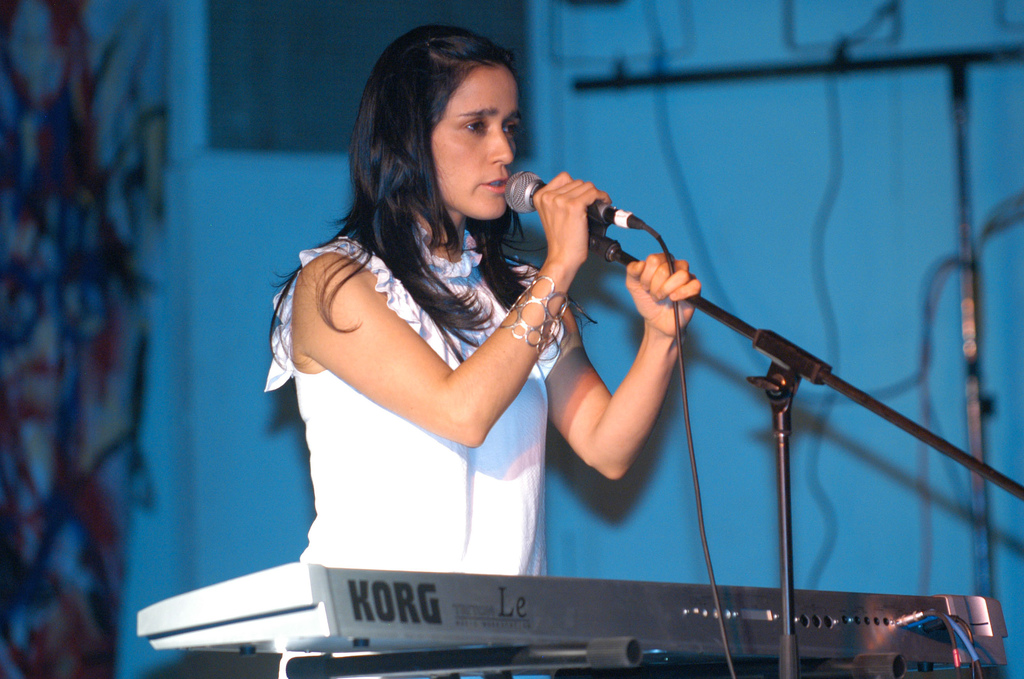
Julieta Venegas în Los Angeles

- «Algún Día»(cu Gustavo Santaolalla)
- «Bien o Mal»
- «Despedida»
- «Ya Conocerán»
- «Tuve Para Dar»
- «Amores Perros (Me Van A Matar)»
- «De Qué Me Sirve»
- «Mi Principio»
- «Ilusión»(cu Marisa Monte)
- «Abel»

## Turnee
- Limón y Sal Tour (2006-2007)
- El Presente Tour (2008)
- Otra Cosa Tour (2010-2011)
- European Tour July 2012  (2012)

## Colaborări
Julieta Venegas a colaborat cu mulți artiști de-alungul carierei sale muzicale. Între ei se află:
| - Adrián Dárgelos - Andrea Echeverri - Ale Sergi - Alex Guereña - Álvaro Henriquez - Anita Tijoux - Aterciopelados - Ariel Rot - Bajofondo - Betsy Pecanins - Carla Morrison - Cartel de Santa - Celso Piña - Coti Sorokin - Chenko Biloba - Daddy Yankee - Dante Spinetta - Dave Koz - Diego Torres - El Guincho | - El Señor González y los Cuates de la Chamba - Enanitos Verdes - Enrique Bunbury - Emmanuel del Real - Érika Martins - Eugenia León - Fratta - Fangoria - Fito Páez - Francesca Ancarola - Gepe - Gustavo Cerati - Gustavo Santaolalla - Héctor Buitrago - Hello Seahorse! - Hilda Lizarazu - Jorge Villamizar - José Caraoscura - Joselo Rangel - Juan Gabriel | - Juan Son - Kinky - Kevin Johanssen - Kiko Veneno - La Mala Rodríguez - Lenine - Liquits - Los de Abajo - Los Delinqüentes - Los Shajatos - Los Tigres del Norte - Los Tres - Los Auténticos Decadentes - Lucybell - Makiza - Marciano Cantero - Marisa Monte - Martin Buscaglia - Mastretta - Mercedes Sosa | - Miranda! - Miguel Bosé - Nacho Mastretta - Natalia Lafourcade - Nelly Furtado - Nortec Collective - Olivia Ruiz - Otto - Panteón Rococó - Pau Donés - Paulina Rubio - Pedro Guerra - Pettinellis - Sasha Sokol - Sindicato Argentino del Hip Hop - Sr. González - Tijuana No - Tommy Torres - Toy Hernández - Rayito - Vicentico |